# Dominika Golec
Dominika Golec (née Koczorowska le 2 mai 1983 à Koszalin) est une ancienne joueuse de volley-ball polonaise. Elle mesure 1,87 m et jouait au poste de centrale. Elle a terminé sa carrière en octobre 2013.

## Clubs
| Club                | De        | À         |
| ------------------- | --------- | --------- |
| AZS AWF Poznań      |           | 2005-2006 |
| AZS Białystok       | 2006-2007 | 2008-2009 |
| Budowlani Łódź      | 2009-2010 | 2009-2010 |
| KPSK Stal Mielec    | 2010-2011 | 2010-2011 |
| Budowlani Łódź      | 2011-2012 | 2012-2013 |
| KS Murowana Goślina | sept 2013 | oct 2013  |

## Palmarès
- Coupe de Pologne
  - Vainqueur : 2010.
- Championnat de Pologne
  - Finaliste : 2003.